# کیم تیلیکاینن
کیم تیلیکاینن (انگلیسی: Kim Tiilikainen؛ زادهٔ ۸ ژوئیهٔ ۱۹۷۵) یک تنیس‌باز سابق اهل فنلاند است.